# امون‌کور
اَمُنکُور (به فرانسوی: Amoncourt) یک کمون در فرانسه است که در Canton of Port-sur-Saône واقع شده‌است.

## خصوصیات
امان‌کورت ۴٫۰۴ کیلومترمربع مساحت و ۳۲۱ نفر جمعیت دارد.